# 下通

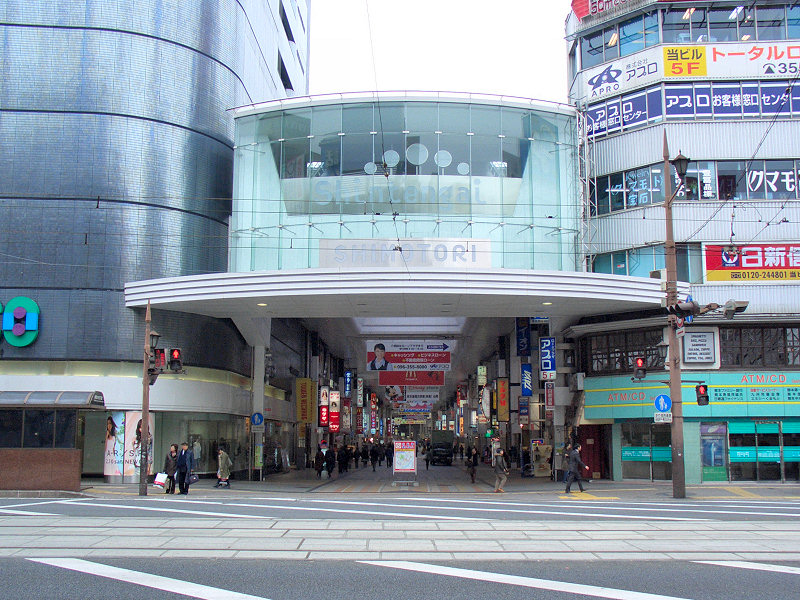
下通アーケード入口（通町筋側）

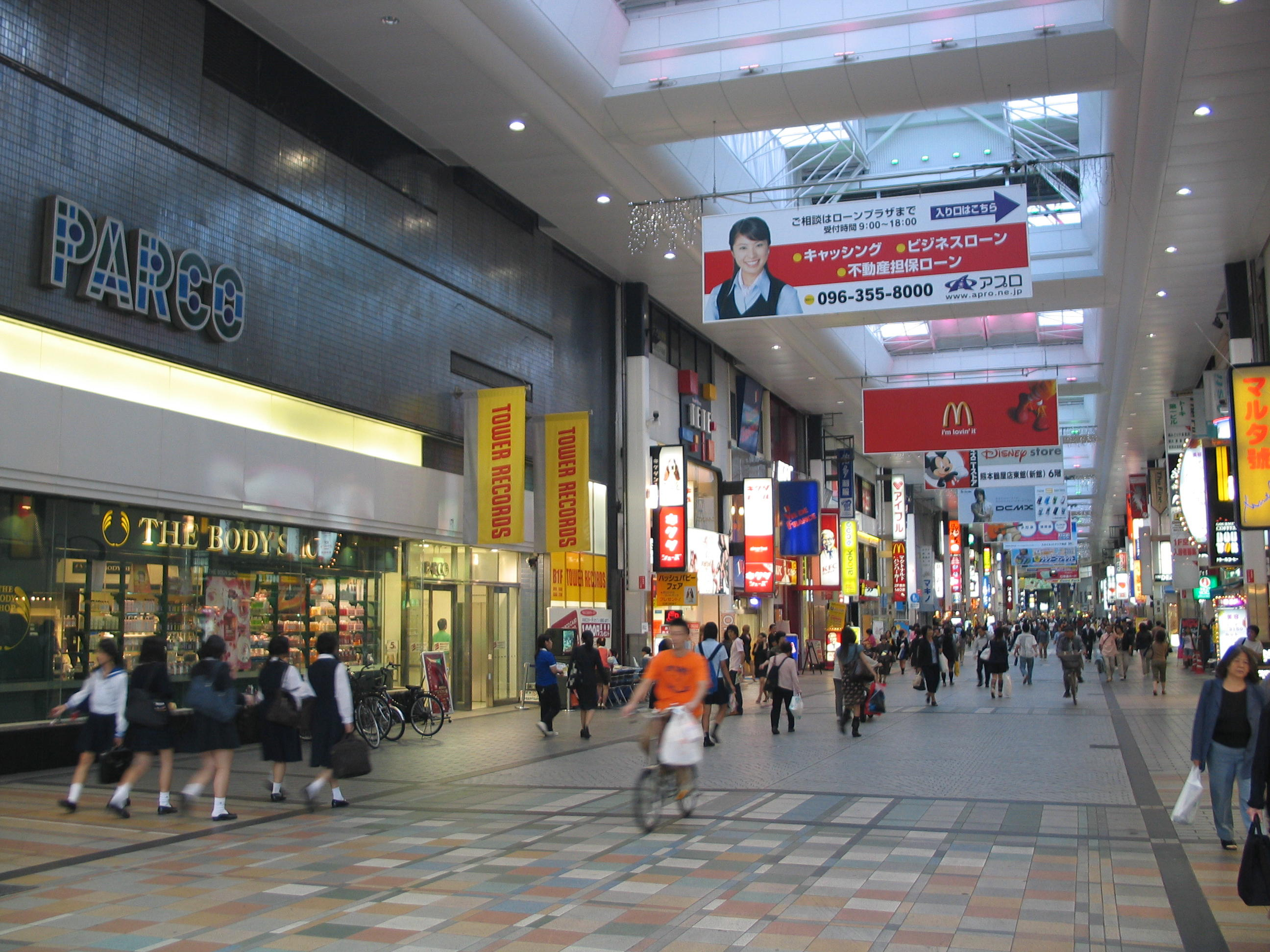
下通アーケード内（1番街から2番街方面）

下通（しもとおり）は、熊本県熊本市中央区に位置するアーケード商店街を中心とした繁華街。熊本市の中心市街地にあたる。町名や商店街の名前では「下通」だが、一般には「下通り」とも書き、店舗名などでも用いられる。アーケードを指して「下通り商店街」などとも呼称される。

## 概要
通町筋（電車通り）を挟んで隣接している上通と併せて熊本県最大の繁華街を形成している。熊本県唯一の百貨店である鶴屋百貨店が位置しているほか、熊本城や一大交通拠点の熊本桜町バスターミナル（SAKURAMACHI Kumamoto）もからほど近い。西銀座通り一帯は歓楽街を形成している。熊本駅からは路面電車の熊本市電やバスでのアクセスが可能。
メインアーケードは長さ511m、幅15m、高さ15mと九州でも随一の規模を誇る。通町筋から南へ新天街・2番街・3番街・4番街で構成されている。平日は約3万2千人、休日は約5万人が通行する(2018年10月調査)。
周辺は文教地区で高校や大学が密集しているため、夕方になると多くの若者が行き交う様子が見られる。近年、郊外型ショッピングモールの乱立による通行量減少がみられ始めていたが、2006年に入り下通アーケード北端の新天街天井にLEDを設置しライトアップする設備が備えられた。また2番街〜4番街では落ち着いた自然空間を演出するため、アーケード街では珍しい街路樹が植樹され、2009年5月にはアーケードの掛け替えが完了した。屋根はこれまでより4メートル高い約15メートルとなり、UV（紫外線）カット機能を持つ樹脂製パネルで覆われ、熊本の厳しい夏の暑さを凌ぐため気化熱の作用で周辺の空気を冷やす人工霧（ミスト）発生装置も備えられている。

## その他の通り

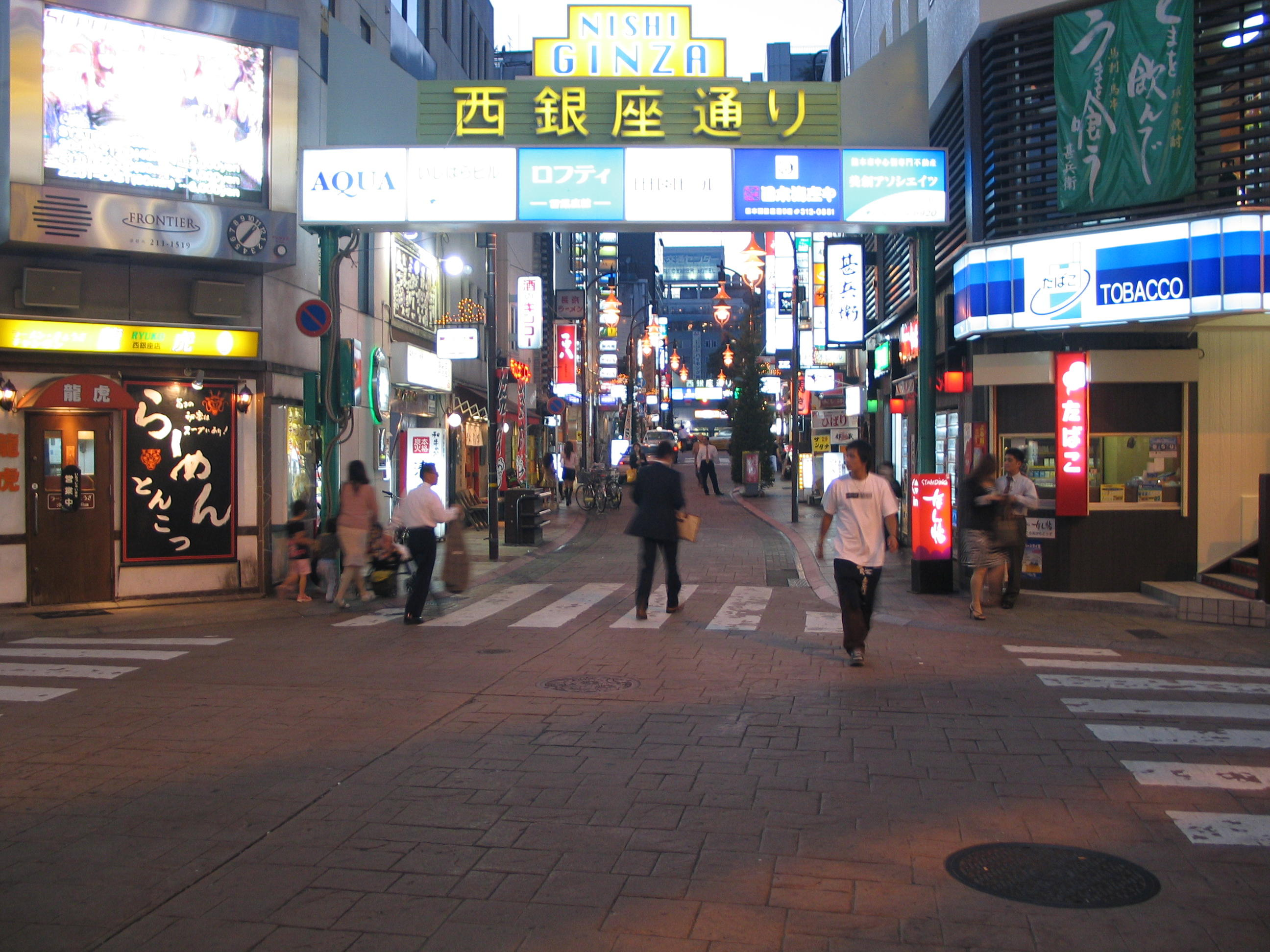
西銀座通り

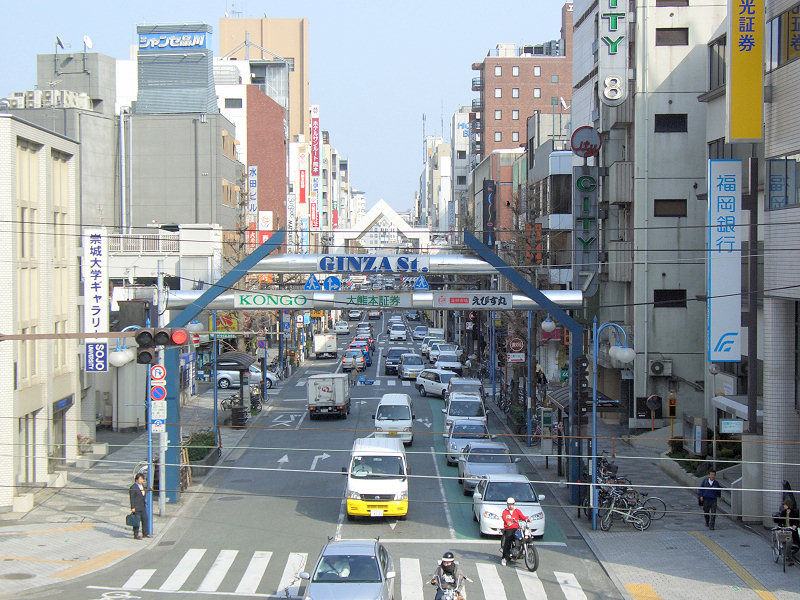
銀座通り

ここでは、商店街周辺の通りについても述べる。対象地域は、南北はサンロード新市街・ワシントン通りから通町筋（熊本県道28号熊本高森線）まで、東西は国道3号から電車通り（熊本県道28号熊本高森線）までである。この地域の中心を南北に通り抜けているのが、下通アーケード街である。

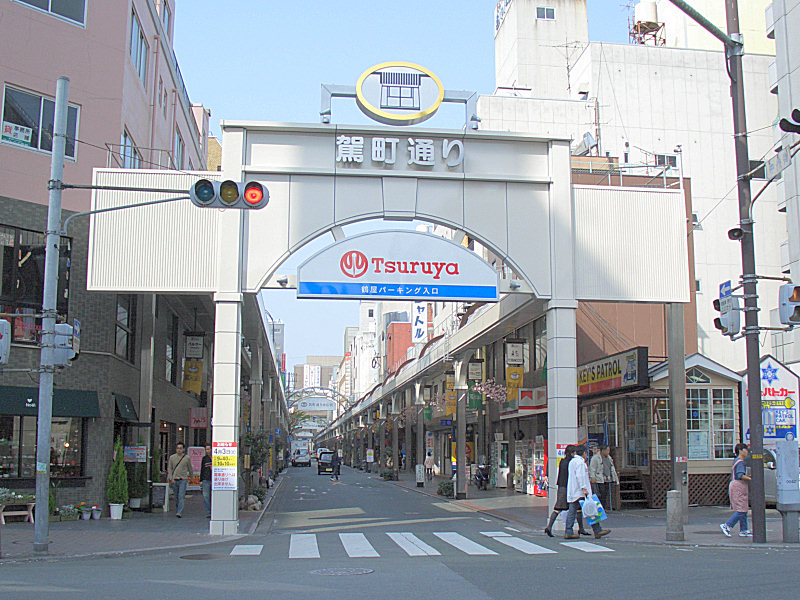
駕町通り
下通商店街の東側、通町筋の鶴屋百貨店西側から銀座通りへ至る南北約300mの通りで、中央街・下通2丁目・安政町・手取本町に属する。歩道部分にのみアーケードが架かっている。三年坂より北側は大規模な商業施設が占め、南側は小規模な商業ビルが建ち並び商業施設が多数入居している。
栄通り
下通商店街の西側を南北に走る通りで、サンロード新市街・銀座通り・城見町通りと交差する。新市街・上通2丁目・花畑町に属する。飲食店が軒を連ねる歓楽街である。
銀杏北通り・中通り・南通り
栄通りの西側、城見町通りからサンロード新市街に至る南北約400mの通りで、サンロード新市街・西銀座通り・銀座通りと交差する。花畑町・新市街に属する。飲食店が軒を連ねる歓楽街である。かつては映画館などもあった。
ワシントン通り
熊本ワシントンホテルプラザから下通・サンロード新市街・シャワー通との交点へ至る東西約100mの通りで、熊本ワシントンホテルプラザにちなんで名付けられた。風俗街と隣接していることから、飲食店、商業施設と風俗店が混在している。
プールスコート通り
光琳寺通り
西銀座通り
下通から電車通り（熊本フコク生命ビル、花畑公園付近）に至る東西約200mの通りで、銀杏中通り・銀杏南通りと交差する。新市街・下通1丁目・花畑町に属する。飲食店が軒を連ねる歓楽街である。
銀座通り
銀座橋（国道3号の中央街交差点）から電車通り（花畑町電停付近）へ至る東西約600mの通りで、駕町通り・下通・栄通りと交差する。中央街・下通2丁目・花畑町に属し、下通との交点を中心として数百メートルの歩道部分にアーケードが架かっている。西側の一部に金融機関が立地している他は大部分が歓楽街である。
クラブ通り
三年坂
安政橋（安巳橋とも呼称する。国道3号の安政町交差点）から下通へ至る東西約350mの通りで、駕町通り・下通と交差し城見町通りへと繋がる。江戸時代はメインストリートの一つであった。アーケードはないが西側はデザインの統一されたオーニングが架かっている。安政町に属し、東側に立体駐車場がある他は商業ビルの建ち並んでいる。飲食店が多い。
城見町通り
下通から電車通りへ至る東西約200mの通りで、三年坂から繋がる通りで栄通りと交差する。下通1丁目・花畑町に属する。歓楽街である。

## 歴史
- 1960年（昭和35年） - キャバレーで火災。17店舗に延焼してキャバレーの従業員や客14人が焼死、5人が負傷[1]。
- 1969年（昭和39年） - 初代アーケード完成。
- 1973年（昭和48年） - 通町筋地下横断通路完成。大洋デパート火災が発生、死者104人、負傷者67人。
- 1987年（昭和62年） - 2代アーケード完成。
- 2006年（平成18年） - 1番街アーケード掛け替え
- 2009年（平成21年） - 2〜4番街アーケード掛け替え
- 2016年（平成28年） - 熊本地震により被害を受けた店舗多数[2]
- 2025年（平成7年）8月11日 - 熊本県下を襲った集中豪雨によりアーケード内が膝下の高さまで浸水[3]。

### 客引き
熊本地震の復興対策事業が本格化すると、飲食店の景気の良さに目を付けた客引きグループが福岡市や大阪市から熊本市に進出し、一部では客引きとぼったくり店と結託して、酔客を陥れる事例も発生するようになった。そこで、2019年4月1日より「熊本市客引き行為等の禁止に関する条例」が施行され、違反した者には5万円以下の過料が科せられることとなった。

## 交通
鉄道
熊本市電（路面電車）の辛島町電停や通町筋電停などが利用できる。
路線バス
熊本桜町バスターミナル、通町筋バス停をはじめとして周辺にはいくつかのバス停があり、熊本都市バス・産交バス・電鉄バス・熊本バスをはじめとする路線バス・高速バス路線が利用できる。